# Ženik
Ženik je naselje u slovenskoj Općini Svetom Juriju ob Ščavnici. Ženik se nalazi u pokrajini Štajerskoj i statističkoj regiji Pomurju. 

## Stanovništvo
Prema popisu stanovništva iz 2002. godine naselje je imalo 99 stanovnika.